# Papilio homothoas
Papilio homothoas là một loài bướm thuộc họ Bướm phượng (Papilionidae). 
Loài Papilio homothoas được mô tả năm 1906 bởi Rothschild et Jordan. Loài bướm Papilio homothoas sinh sống ở .

## Hình ảnh

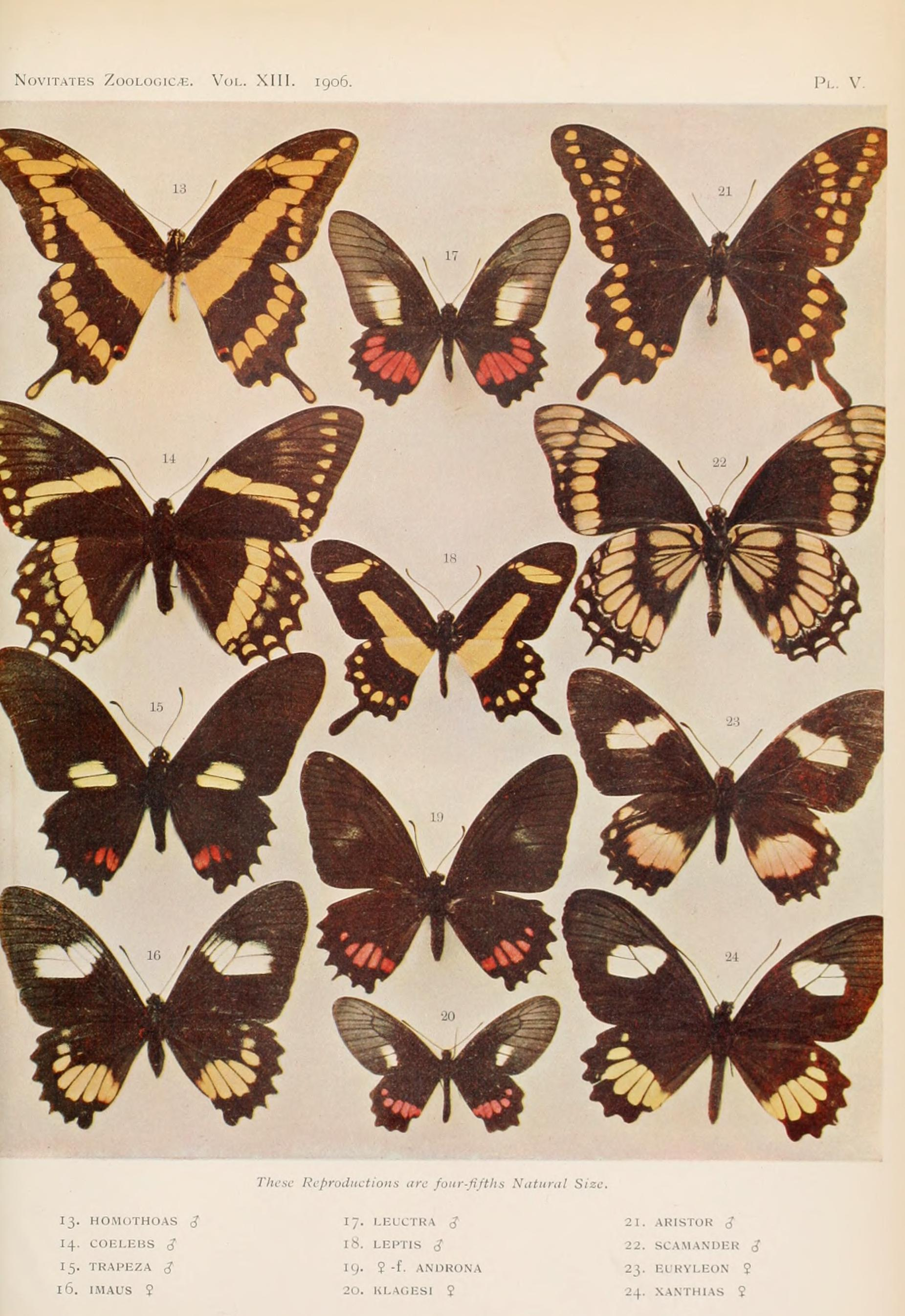